# Minnie Marx
Minnie Marx, nata Miene Schönberg (Dornum, 9 novembre 1865 – New York City, 13 settembre 1929) è stata una manager tedesca naturalizzata statunitense.
Era la madre dei fratelli Marx, gruppo comico di vaudeville che raggiunse la fama durante gli anni venti a Broadway e successivamente a Hollywood con una serie di commedie di successo. Era anche la sorella del comico Al Shean, star del vaudeville .

## Biografia
Nacque Miene Schönberg a Dornum, Confederazione germanica, da Fanny Salomons (1829–1898) e Levy "Lafe" Schönberg (1823–1919), membri della locale comunità ebraica. Suo padre era un ventriloquo, mentre sua madre era un'arpista yodel. Suo fratello minore, Abraham Elieser, nato nel 1868, divenne famoso come Al Shean. Intorno al 1880 la famiglia emigrò a New York City, dove nel 1884 Minnie sposò Samuel "Frenchie" Marx, dal quale ebbe sei figli: Manfred nel 1886 (morto all'età di sette mesi), Leonard (Chico) nel 1887, Adolph, che cambiò poi il proprio nome in Arthur (Harpo), nel 1888, Julius Henry (Groucho) nel 1890, Milton (Gummo) nel 1897 e Herbert (Zeppo) nel 1901.
Durante il periodo in cui lavorò per lanciare i suoi figli nel mondo dello spettacolo, prese il nome di Minnie Palmer, in modo che gli impresari teatrali non sapessero che l'agente che rappresentava i fratelli Marx era la loro madre. Le biografie e le testimonianze scritte lasciate dai figli confermano che Minnie fu la forza trainante e la vera artefice dell'affermazione dei fratelli Marx, l'unica persona in grado di promuoverne il talento artistico e di trattare con le compagnie teatrali per i loro ingaggi. In omaggio a lei, tutte le nipoti vennero battezzate con nomi inizianti con la lettera 'M': Maxine, figlia di Chico; Minnie, figlia di Harpo, Miriam e Melinda, figlie di Groucho.
Suonatrice di arpa come sua madre e suo figlio Harpo, Minnie visse abbastanza per vedere i suoi figli affermarsi come stelle del cinema con il film Noci di cocco (1929), trasposizione per il grande schermo del loro precedente successo teatrale The Cocoanuts. Morì improvvisamente di infarto il 13 settembre 1929.

## Nei media
Minnie Marx e alcuni dei suoi figli appaiono brevemente come personaggi nel romanzo Carter Beats the Devil di Glen David Gold, in cui è identificata come Minnie Palmer. È stata anche il personaggio principale del musical teatrale Minnie's Boys, scritto da Arthur Marx, figlio di Groucho, spettacolo in cui il suo ruolo è stato interpretato da Shelley Winters.